# Драчёв, Алексей Александрович
Алексей Александрович Драчёв (бел. Аляксей Аляксандравіч Драчоў; род. 22 августа 1994, Минск) — белорусский футболист, защитник.

## Биография
Начал заниматься футболом в возрасте 12 лет, играя за жодинское «Торпедо-БелАЗ» и минский «Партизан». В 2013 году выступал за «Молодечно-2013» во Второй лиге.
В 2016 году перешел в клуб «Крумкачи», где выступал за дубль и был капитаном дубля. В июле 2017 года из-за финансовых проблем клуб покинуло значительное количество игроков, а Драчёва добавили в основной состав. Дебютировал в Высшей лиге 29 июля 2017 года в матче против «Витебска» (2:2), отыграв все 90 минут. Позже он сыграл еще в шести матчах Премьер-лиги национального чемпионата. В сезоне 2018 года, когда «Крумкачи» не допустили к участию в Высшей лиге, он остался в команде во Второй лиге.
В сезоне 2019 года выступал за «Викторию» (Марьина Горка).
В начале 2021 года присоединился к «Смолевичам», где выступал до конца года.

## Статистика
| Сезон | Дивизион | Клуб           | Страна   | Матчи | Голы |
| ----- | -------- | -------------- | -------- | ----- | ---- |
| 2013  | Д3       | Молодечно-2013 | Беларусь | 8     | 0    |
| 2016  | дубль    | Крумкачи       | Беларусь | 14    | 0    |
| 2017  | Д1       | Крумкачи       | Беларусь | 7     | 0    |
| 2018  | Д3       | Крумкачи       | Беларусь | 5     | 0    |
| 2019  | Д3       | Виктория       | Беларусь | 13    | 0    |